# تأليف الكتابات اليوحناوية
تناقش العلماء حول تأليف الكتابات اليوحناوية (إنجيل يوحنا ورسائل يوحنا الثلاثة وسفر الرؤيا) منذ القرن الثالث على الأقل. يلاحظ جورج بيزلي-موراي أن «كل شي نريد معرفته عن هذا الكتاب إنجيل يوحنا غير مؤكد، وكل شي يبدو معروفا عنه هو محل خلاف». محور النقاش هو ما إذا كتب تلك الكتابات شخص واحد وعن هوية المؤلف أو المؤلفين.
نسبت التقاليد القديمة كل تلك الكتابات إلى يوحنا بن زبدي. وحسب قرار جلاسيوس فإن مؤلف رسالتي يوحنا الثانية والثالثة هو شخص مختلف يعرف بأنه يوحنا وهو قسيس (انظر يوحنا القسيس). يرفض النقد العالي الذي يمثل العلماء المسيحيين الليبراليين والعلماء العلمانيين تأليف يوحنا التلميذ لتلك الأعمال.
تختلف وجهات النظر حول الموضوع من تأليف الشخص نفسه أو أكثر من شخص وحتى نظريات عن تأليف جماعي. يوافق كثير من العلماء اليوم أن سفر الرؤيا كتبه شخص مختلف في 95 للميلاد تقريباً وهو يوحنا البطمسي وأن بعض الأجزاء قد تعود لوقت حكم نيرو في بداية الستينات. يتفق معظم الباحثين على أن جميع الرسائل الثلاثة مكتوبة من قبل المؤلف نفسه، على الرغم من وجود جدل حول من هو هذا المؤلف. ويجادل بعض العلماء وجود مؤلف وحيد أو أكثر للكتابات الأخرى لكنه ليس يوحنا التلميذ، بينما يجادل آخرون أن مؤلف الرسائل يختلف عن مؤلف الإنجيل وأنها كلها تعود للمجتمع نفسه. حسب التقاليد أتى الإنجيل والرسائل من أفسس في 90-110 تقريباً، مع تأكيد بعض العلماء أن الأصل سوري.
يجادل بعض العلماء بأن يوحنا بن زبدي لم يكتب أياً من هذه الأعمال، على الرغم من أن آخرين، لا سيّما جات روبنسون، والبروفيسور إف. إف. بروس، وليون موريس، ومارتن هينغل، يجادلون أن يكون يوحنا بن زبدي قد كتب على الأقل بعض من النصوص، على وجه الخصوص الإنجيل.